# Hasta
Hasta (in italiano asta) è una parola latina che indica una lancia. Le hastae erano usate dai primi legionari romani, in particolare da quelli che, per questo, presero il nome di Astati (hastati) e da alcune classi gladiatorie, come l'hoplomachus.
Tuttavia, nel periodo repubblicano, gli astati erano equipaggiati con il pilum ed il gladio mentre l'asta era riservata ai soli triari.
Al contrario del pilum, del verutum o della lancea, l'hasta non era usata per il lancio ma riservata ad un uso di scherma ravvicinata, con l'offesa portata di punta.

## Descrizione
Un'hasta era lunga circa 1,80 metri con un'impugnatura in frassino, mentre la punta era di ferro.

## Usi simbolici

### Hasta pura
L'hasta pura era una lancia d'argento senza la punta di ferro utilizzata in combattimento. Da Tacito ed altri autori romani, sappiamo che una hasta pura era data come decorazione al merito. Tali onorificenze erano attribuite dai generali romani ai soldati, per aver salvato la vita a un concittadino:
Per il suo impegno Rufus Helvius, soldato comune, si guadagnò l'onore di salvare la vita di un cittadino, e fu premiato da Apronio con un torques e una lancia. A questi l'imperatore aggiunse la corona civica, rammaricandosi che Apronio non si fosse avvalso del suo potere di proconsole per attribuire questa ulteriore onorificenza.
Il dono veniva anche dato al Primus Pilus che completasse il suo periodo di servizio. A volte, un tale dono è ricordato nelle iscrizioni funebri.

### Hastarium
Un'hasta era anche usata, nella cultura romana, quale segno convenzionale per indicare una vendita all'incanto. Da qui deriva l'etimologia del termine usato per indicare le aste.
Così, un incanto era chiamato hasta e il locale preposto, hastarium.